# 風雲!真田幸村
『風雲!真田幸村』（ふううん さなだゆきむら）は、1989年4月14日から9月29日までテレビ東京系で放送されたテレビ東京、東映製作の時代劇。

## 概略
豊臣秀吉没後に起きた関ヶ原の戦いの後、豊臣家や旧西軍方についた諸大名を潰さんと計略を張り巡らす徳川家康と、それを阻止してゆく真田幸村一党の物語。幸村と郎党真田十勇士の殺陣回りと、「真田は日の本一の兵（つわもの）ぞ!」「六文銭が三途の川を渡してやる!」といったお約束の口上など、東映お得意の勧善懲悪な時代劇作品として仕上がっている。幸村は配流先の九度山から抜け出して日本各地に出没し、徳川方と戦う。物語は大坂の陣前に終わり、最終回は総集編であった。
この作品が放送された1989年当時、NHKでは大河ドラマ『春日局』が放送されていた。『春日局』での徳川家康は、豊臣家との衝突を避けるべくあらゆる手を尽くす人物として描かれたが、本作品では計略を巡らし淀殿（豊臣家）を破滅に追い込んでいく悪役として描いており、NHKとの描写の違いを明確にしていた。

## スタッフ
- ナレーター：寺田農
- 制作：遠藤慎介（テレビ東京）、杉本直幸（東映）
- プロデューサー：網野英夫（テレビ東京）、松平乘道、橋本新一、上阪久和、亀岡正人（東映）
- 脚本：鈴木則文、掛札昌裕、中村勝行、本田英郎、田上雄、志村正浩、笠井和弘、篠崎好、松本功、山田隆之、大津一郎、中村努、ちゃき克彰
- 音楽：佐藤允彦
- 撮影：水巻祐介、坂根省三、羽田辰治、赤塚滋
- 照明：金子凱美、吉井和夫
- 録音：栗山日出登、堀池美夫、生水俊行、西村良、芝氏章、中沢光喜
- 美術：園田一佳、倉橋利韶、佐野義和
- 編集：荒木健夫
- 記録：黒川京子、牛田二三子、清水町子、中野保子、中嶋俊江、谷野和子、梅津泰子、野口多喜子、藤原凪子、森村幸子
- 整音：格畑学、栗山日出登
- 助監督：清水彰、内沢豊、佐藤晴夫、俵坂昭康、久郷久雄、比嘉一郎、西垣𠮷春、平野勝司
- 装置：和田順吉
- 装飾：籠尾和人、長谷川優市呂
- 背景：西村三郎
- 小道具：高津商会
- 美粧・結髪：東和美粧
- かつら：山崎かつら
- 衣裳：森護、片山郁江
- 演技事務：寺内文夫、村田玉郎
- 擬斗：菅原俊夫（東映剣会）、谷明憲、三好郁夫（東映剣会）
- 特技：JAC
- 騎馬：岸本乗馬センター
- 舞踊振付：藤間藤雄（第12話）
- 和楽監修：中本哲
- プロデューサー補：小川治（テレビ東京）
- 広報担当：小田原明子（テレビ東京）
- スチール：下村正利
- 進行主任：山本吉應、西秋節生、野口忠志
- 協力：美術真田紐 江南、国宝 彦根城（第3話、第19話）、京都 大覚寺、姫路城、東映京都俳優養成所
- 主題歌：「光る風」 - 作詞・作曲・唄：手仕事屋きち兵衛、編曲：羽田健太郎（第17話から）（徳間ジャパン）
- 監督：大洲斉、原田雄一、上杉尚祺、牧口雄二、松尾正武、江崎実生、荒井岱志、長谷部安春
- 製作：テレビ東京、東映

## キャスト
- 真田幸村：北大路欣也
- 麻利亜（小西行長の遺児）：かとうかずこ
- 猿飛佐助：森田健作 - 映画『真田幸村の謀略』では筧十蔵を演じた。
- 霧隠才蔵：三浦浩一 - NHK『風神の門』でも同役を演じた。
- 三好清海入道：高品剛
- 三好伊三入道：曽我廼家文童
- 望月六郎：森永奈緒美
- 由利鎌之助：笹木俊志
- 筧十蔵：浅利俊博
- 楓：吉川十和子
- 穴山小助：中村錦司
- 馬渕三十郎：岩尾正隆
- 真田昌幸：日下武史
- 真田信之：楠年明
- 豊臣秀頼：新井昌和
- 淀の方：高田美和
- 千姫：高橋かおり
- 加藤清正：若林豪
- 浅野幸長：有島淳平
- 片桐且元：北町嘉朗
- 大野治長：藤岡重慶
- 大蔵卿局：鮎川十糸子
- 本多正信：菅貫太郎
- 板倉勝重：溝田繁
- 柳生宗矩：栗塚旭
- 服部半蔵：亀石征一郎 → 堀田真三
- 大久保長安：浜田晃
- 奥平家昌：新城邦彦
- 伊達政宗：久富惟晴
- 片倉景綱：田中弘史
- 藤堂高虎：西山辰夫
- 織田有楽斎：有島淳平
- 菊亭大納言：小林勝彦
- 岩見重太郎：村田雄浩
- 吉野太夫：石倭裕子
- おろく：林美里
- 大伴一角：清水綋治
- 百々左源太：峰岸徹
- 伊駒屋嘉兵衛：大木実
- 鞘島新兵衛：綿引勝彦
- 島弦四郎：加納竜
- 疾風の小太郎：石原良純
- 鳴海屋信三郎：山内としお
- 鈴香：神保美喜
- 寿：金沢碧
- 立花佐内：谷口高史
- おけい：白都真理
- 志乃：山本みどり
- 三津：甲斐智枝美
- お妙：野咲たみこ
- 千鳥：本阿弥周子
- おきく：倉沢淳美
- 喜代：奥田圭子
- お浜：丘さとみ
- 徳川家康：若山富三郎 - 影武者役も演じた。
- 徳川秀忠：小林芳宏
- 島津義弘：市川右太衛門（特別出演）

## サブタイトル
1. 家康お命頂戴!陰謀を斬る必殺六文銭!（前編）
2. 家康お命頂戴!陰謀を斬る必殺六文銭!（後編）
3. 襲撃!謎の花嫁行列
4. 妖艶!恨みの女忍者
5. 独眼竜と十字架の美女
6. 地上げ!!江戸の美人風呂
7. 激闘!薩摩藩京屋敷
8. 愛無情 柳生必殺剣
9. 怨霊!謎の白羽の矢
10. 父より息子へ誓いの涙
11. 狂乱淀君!悲し母の涙
12. 港町長崎 死を呼ぶ女商人
13. 才蔵悲恋 裏切りの地獄絵
14. 悪虐非道!黄金の恨み仏
15. 幸村危機一髪!謎の高野聖
16. 父ちゃん返せ!哀し女盗賊
17. 若き隠密 薩摩の火祭り
18. 幼な子は見た!炎の六文銭
19. 決戦近し!!家康暗殺指令
20. 京の激突!黄金の太刀を追え
21. 望郷 闇の元締必殺剣!
22. 逆襲!信州上田城の怪忍者
23. 激闘!大坂城決戦近し 堺港の仇討!!
24. 決戦前夜!麻利亜死す!!
25. 涙と炎の大血戦!さらば真田十勇士
26. 最終回!愛と感動の総集編